# Arna de la roba comuna

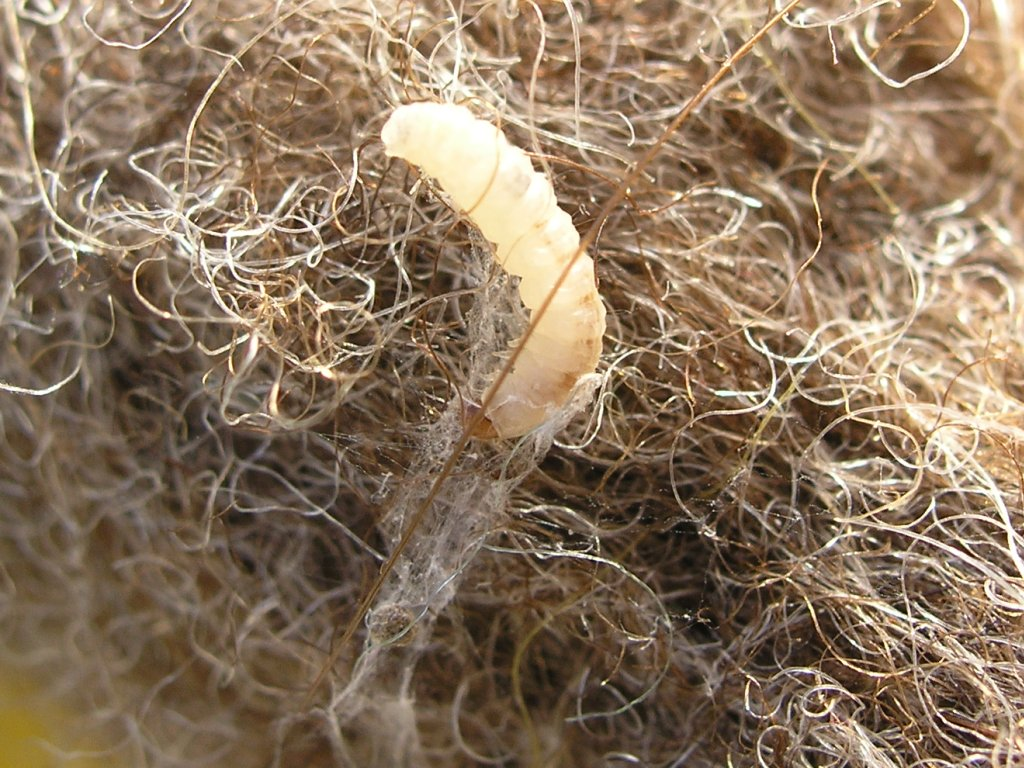
Eruga de l'arna en un teixit

L'arna de la roba (Tineola bisselliella) és una espècie de lepidòpter de la família dels tinèids (Tineidae). És una petita papallona nocturna que es troba a tot el planeta, essent una plaga pels teixits.

## Característiques
Fa entre 1 i 2 cm d'envergadura. Els marges de les ales són pilosos. Les ales anteriors són de tons marronosos amb reflexos daurats i sense dibuix; les ales posteriors són també llises i de tons més grisos. Vola amb batecs ràpids de les ales i s'amaga per resistir la captura.

## Història natural
Les femelles ponen fins a 250 ous molt petits, d'1 mm de diàmetre. Prefereixen llocs amb poca llum i teixits no gaire secs. Les larves ixen passats entre 8 i 10 dies. Són blanquinoses amb el cap fosc. Segreguen una substància sedosa. La crisàlide està envoltada amb aquesta mateixa substància. El cicle complet de la metamorfosi dura uns tres mesos en condicions òptimes.
Aquest petit insecte es considera una plaga. L'eruga s'alimenta preferentment de teixits d'origen animal car digereix la queratina, fent forats i espatllant teles i peces de roba. També pot menjar teixits vegetals, deixalles i productes alimentaris emmagatzemats.
Fora de l'ambient domèstic poden viure als nius dels ocells on les larves s'alimenten de les plomes i restes de palla. En les cases les erugues mengen les fibres com la llana, seda i cotó, pells i catifes.

## Cura dels teixits arnats o tinyats
Cal emmagatzemar la roba ben rentada, car les arnes prefereixen roba amb restes de suor i brutícia. Els armaris o capses han d'estar en llocs secs i nets i cal controlar de temps en temps per veure que no hi hagi bestioles entre la roba.
Les boles de naftalina són un sistema tradicional eficaç contra les arnes, però poden tindre efecte cancerigen. Hi ha teixits que duen un tractament contra les arnes com a part del procés de fabricació.